# Aliza Lavie
Aliza Lavie (hebrejsky עליזה לביא‎, Aliza Lavi; * 23. září 1964 Kfar Saba) je izraelská politička a poslankyně Knesetu za stranu Ješ atid.

## Biografie
Sloužila v izraelské armádě jako učitelka, pak působila jako turistická průvodkyně v národních parcích. S manželem pracovali jako vyslanci mládežnického hnutí Bnej Akiva ve městě Durban v Jihoafrické republice. Do politického života se zapojila v roce 1988, kdy se stala poradkyní Ša'ula Jahaloma, tehdejšího tajemníka Národní náboženské strany. Přednáší na Bar-Ilanově univerzitě. Zaměřuje se na tematiku náboženství, židovské kultury a ženské otázky. Vydala několik knih. Získala Národní cenu pro židovskou knihu za své dílo o ženské modlitbě. Vystupuje často v televizních pořadech. Je věřící, patří k modernímu ortodoxnímu judaismu. Bydlí ve městě Netanja. Má čtyři děti a podle stavu k roku 2013 i jedno vnouče.
Ve volbách v roce 2013 byla zvolena do Knesetu za stranu Ješ atid. Poslanecký mandát obhájila ve volbách v roce 2015.